# Velké Slovensko

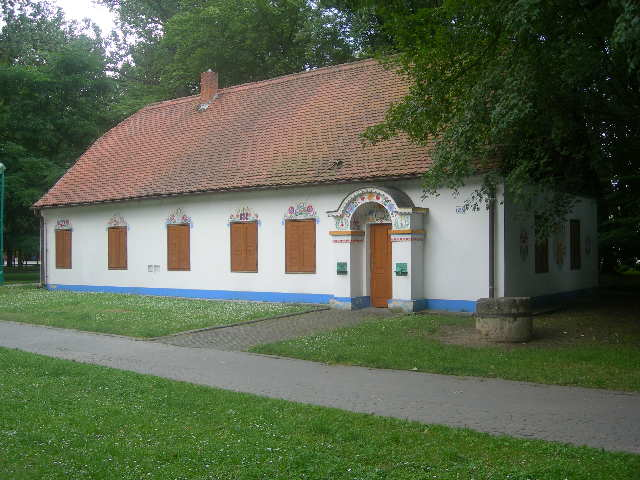
Slovácká búda v Uherském Hradišti

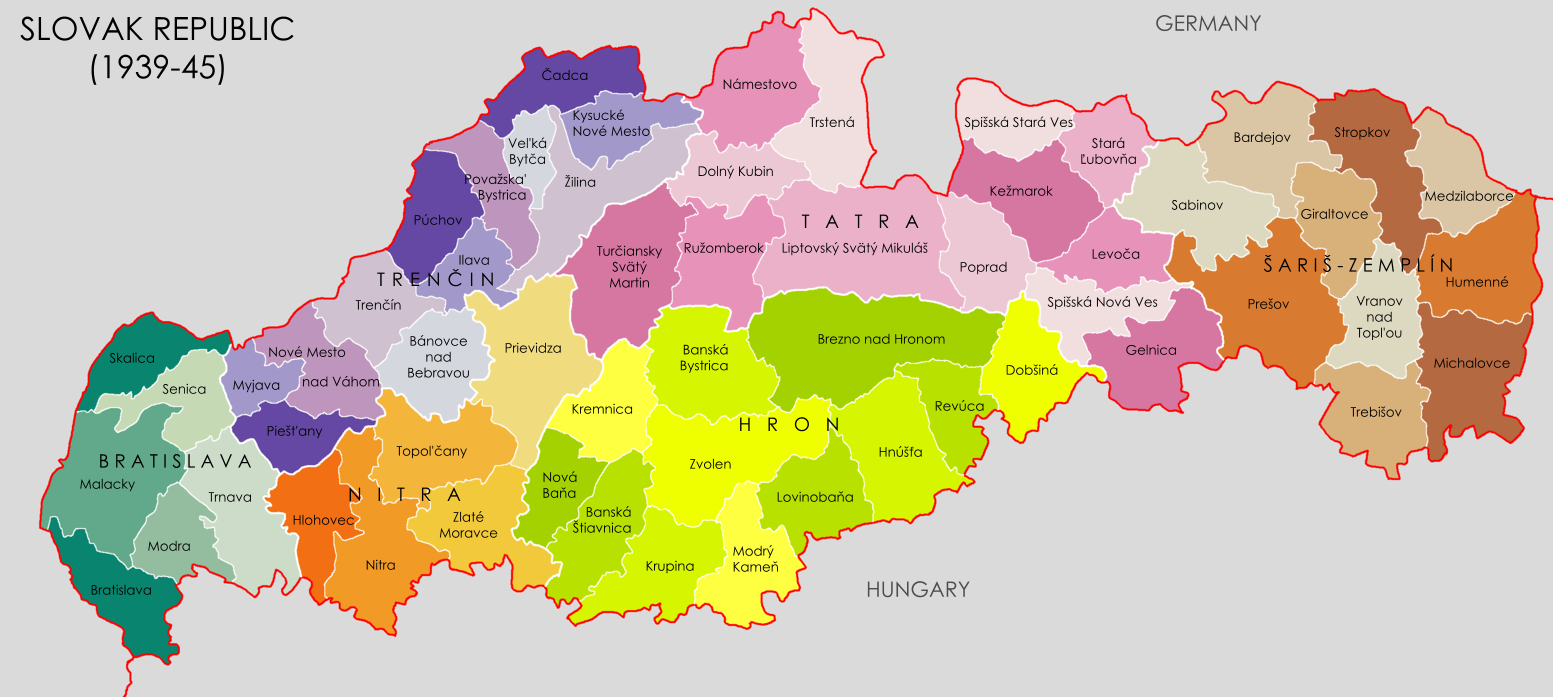
Mapka správního členění Slovenské republiky

Velké Slovensko (slovensky Veľké Slovensko) byla politická koncepce připojení Moravského Slovácka a později i dalšího území východní Moravy ke Slovenské republice. S touto myšlenkou přišlo v březnu 1939 několik východomoravských iredentistů podporovaných Slovenskou republikou a zprvu zdánlivě také nacistickým Německem. Koncepci však v roce 1941 definitivně odmítli Adolf Hitler a jeho podřízení, kteří měli své vlastní plány na poněmčení Moravského Slovácka a nehodlali se s nikým dělit o strategické území Moravy, které pro ně představovalo most mezi Slezskem a tzv. Východní markou, tedy Rakouskem. K žádným územním změnám mezi Protektorátem a Slovenskou republikou proto nedošlo.
Dnes je některými Slováky jako Velké Slovensko též ahistoricky označována bývalá Velkomoravská říše.

## Vývoj a zánik

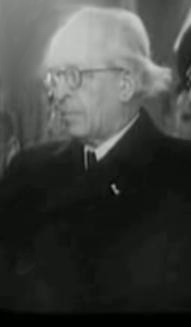
Vojtech Tuka v roce 1943

S myšlenkou anexe Slovácka Slovenskou republikou přišla poprvé Moravsko-slovenská společnost a později její nástupní organizace Národopisná Morava. V den německé okupace Čech, Moravy a Slezska a rozbití druhé republiky německou armádou (15. března 1939) vydali Jan Uprka a učitel Josef Vávra v Hroznové Lhotě prohlášení o příslušnosti moravských Slováků ke slovenskému národu a suverenitě Slovenské republiky (vyhlášené již 14. března) nad Slováckem. Následující den zaslali Jan Uprka, Josef Vávra a Jan Ryba Adolfu Hitlerovi dopis se žádostí o připojení Slovácka ke Slovenské republice. V dubnu 1939 navíc připravila Národopisná Morava memorandum pro Arthura Seyß-Inquarta, tehdejšího říšského ministra bez portfeje sídlícího ve Vídni, ve kterém žádala spojení Moravy s Východní markou.
Národopisnou Moravu a koncept Velkého Slovenska podporovali vedoucí činitelé Slovenské republiky, zejména předseda vlády Vojtech Tuka a ministr obrany Ferdinand Čatloš. Major Cyril Hluchý v generálním štábu slovenské armády byl pověřen úkoly souvisejícími s připojením Slovácka ke Slovenské republice. V Bratislavě vznikla pro stejný účel „Vedecká spoločnosť pre zahraničných Slovákov“. Koncepce Velkého Slovenska získávala v programu slovenské vlády stále širší prostor. Slovenská vláda chtěla rozšířit své po mnichovském diktátu okleštěné území a zvětšit populaci o několik set tisíc obyvatel Slovácka, o kterých tvrdila, že jsou to v zásadě Slováci.
Vojtech Tuka v říjnu 1940 předal v Berlíně německému ministru zahraničních věcí Joachimu von Ribbentropovi memorandum pro Adolfa Hitlera s požadavkem úpravy hranic mezi Protektorátem Čechy a Morava a Slovenskou republikou ve prospěch Slovenské republiky. Ke Slovenské republice měla podle Tuky být připojena oblast, zahrnující i části Valašska a Hané, s městy Hodonín, Kyjov, Strážnice, Veselí nad Moravou, Uherský Brod, Uherské Hradiště, Otrokovice, Zlín, Hranice, Valašské Meziříčí a Vsetín.
Německo na žádost neodpovědělo, Slovensko ji proto v roce 1941 opakovalo, tentokrát však s ještě většími územními nároky, opět přesahujícími území Slovácka. Po této urgenci Německo slovenské územní požadavky kompletně odmítlo - mělo vlastní plán poněmčení Slovácka prostřednictvím plánovaných německých jazykových ostrovů. Německo navíc východomoravské iredentisty využívalo jen k narušení české jednoty. Do škol na Slovácku bylo namísto spisovné češtiny zaváděno slovácké nářečí, česky smýšlející starostové byli vytlačováni ze svých funkcí a oproti spolupráci s nimi dávaly německé orgány přednost zajištění klidu v Protektorátu, který byl i v zájmu protektorátní vlády. Samotná Národopisná Morava podle zprávy německých okupačních úřadů v Brně již v září 1939 svůj iredentistický program spojení Slovácka se Slovenskou republikou opustila a začala propagovat proněmeckou politickou koncepci.